# Ippei Shinozuka
Ippei Shinozuka (japanisch 篠塚 一平 oder イッペイ・シノヅカ Shinozuka Ippei, russisch Иппэй Синодзука Ippej Sinodsuka; * 20. März 1995 in Abiko) ist ein russischer Fußballspieler.
Ippei Shinozuka ist der Sohn eines Japaners und einer Russin.

## Karriere
Ippei Shinozuka erlernte das Fußballspielen in der Fußballschule Tschertanowo in Moskau. Seinen ersten Vertrag unterschrieb er 2012 bei Spartak-2 Moskau. 2017 wechselte er nach Japan zu den Yokohama F. Marinos. Der Verein aus Yokohama spielte in der höchsten Liga des Landes, der J1 League. Für die Marinos absolvierte er 20 Erstligaspiele. Im Juli 2019 wechselte er nach Saitama zum Zweitligisten Ōmiya Ardija. Bis Ende 2020 spielte er 48-mal mit Ōmiya Ardija in der zweiten Liga. Der Erstligist Kashiwa Reysol aus Kashiwa nahm ihn im Januar 2021 unter Vertrag. Am 1. Februar 2022 wechselte er auf Leihbasis nach Niigata zum Zweitligisten Albirex Niigata. Am Ende der Saison 2022 feierte er mit Albirex die Meisterschaft und den Aufstieg in die erste Liga.

## Erfolge
Albirex Niigata
- Japanischer Zweitligameister: 2022  ▲